# Hamidiye (Schiff)
Die Hamidiye war ein Kreuzer der türkischen Marine, der während der Balkankriege und des Ersten Weltkriegs intensiv eingesetzt wurde. 1903 in England vom Stapel gelaufen, hieß sie ursprünglich Abdül Hamid nach Sultan Abdülhamid I. und war der letzte klassische Elswick-Kreuzer. Nach der jungtürkischen Revolution und der Absetzung Sultan Abdülhamid II. wurde sie 1908 in Hamidiye umbenannt.
Nach den Bedingungen des Friedens von Sèvres 1920 musste das Schiff an Großbritannien ausgeliefert werden. Der Türkische Befreiungskrieg ersetzte die Vereinbarungen von Sèvres durch den Vertrag von Lausanne, der der türkischen Republik ihre Flotte beließ. Hamidiye wurde dann ein Schulschiff. 1947 wurde sie endgültig außer Dienst gestellt.

## Entwurf

### Allgemeine Angaben
Die Hamidiye lief am 25. September 1903 vom Stapel, war 112 m lang, 14,48 m breit und hatte einen Tiefgang von 4,88 m. Sie verdrängte 3830 t. Sie hatte einen Panzerschutz aus Kruppstahl. Das Panzerdeck war 3,7 cm dick, die Böschungen an der Seite 10 cm. Hamidiye wurde von zwei stehenden 4-Zylinder-Dreifach-Expansion-Dampfmaschinen angetrieben, deren Dampf in Zylinderkesseln erzeugt wurde. Die Maschinen erzeugten 12500 PS auf zwei Schrauben und erbrachten eine Höchstgeschwindigkeit von 22 kn.

### Bewaffnung
Die Hamidiye hatte eine recht gemischte Bewaffnung. Die schwersten Geschütze waren zwei 152-mm-L/45-Armstrong-Schnellfeuerkanonen in Einzeltürmen vorn und hinten. Bei einer Erhöhung von 20° erreichten sie eine Schussweite von 13.350 m. Acht an den Seiten angeordnete 120-mm-L/50-Armstrong-Schnellfeuerkanonen bildeten die weitere Hauptbewaffnung. Dazu waren sechs 3-Pfünder-(47-mm-L/50)- und sechs Ein-Pfünder-(37-mm)-Geschütze vorhanden. Die Hamidiye verfügte über zwei richtbare 457-mm-Torpedorohre am Fuß der Brücke. Die Besatzungsstärke sollte 302 Mann betragen.
Nach dem Ersten Weltkrieg wurde die Hamidiye umbewaffnet und die alte Hauptbewaffnung durch zwei 150-mm-L/45-SK- und acht 7,6-cm-L/50-SK-Krupp-Geschütze ersetzt.

## Einsatzgeschichte
Der erste kriegerische Einsatz der Hamidiye erfolgte 1908 gegen einen griechischen Aufstand auf Samos. Im April 1909 kooperierte sie mit der Armee unter Mahmud Şevket Pascha, die nach Istanbul marschierte, um eine Gegenrevolution zu unterdrücken. Sie ankerte vor Yeşilköy (Teil von Bakırköy), dem Hauptquartier Sevket Paschas.
Im Jahr 1911 besuchte sie Jalta und wurde vom russischen Zar Nikolaus II. besichtigt. Während Italienisch-Türkischen Krieges 1911 bis 1912 wurde sie als schneller Transporter für die Lieferung von militärischen Gütern nach Tripolitanien eingesetzt.

### Balkankriege
Als einziges türkisches Schiff kämpfte die Hamidiye in den Balkankriegen unter dem Kommando von Kapitän Rauf Orbay mit Auszeichnung. Am 22. Oktober beschoss sie während des Ersten Balkankrieges erstmals die bulgarische Küste bei Emin und am 12. November zusammen mit dem Linienschiff Turgut Reis Stellungen der bulgarischen Truppen in Derkosa.
Am 21. November 1912, als sie erneut bulgarische Stellungen beschoss, wurde die Hamidiye im Schwarzen Meer 32 Meilen vor Warna durch die vier bulgarischen Torpedoboote Drazki („Verwegen“), Latyashti („Fliegend“), Smeli („Tapfer“) und Strogi („Entschlossen“) angegriffen und von der Drazki mit einem Torpedo getroffen. Orbay will zwei andere Torpedoboote versenkt haben. Der Torpedotreffer riss ein über drei Meter großes Loch auf der Steuerbordseite in den Bug und tötete acht Mann. Obwohl der Bug fast unter Wasser war, konnte sie sich wegen absolut ruhiger See zurückziehen und wurde zur Reparatur von der Turgut Reis nach Istanbul eingeschleppt. Anschließend kam es zu keinen weiteren türkischen Einsätzen gegen die bulgarische Küste. Am 14. Januar 1913 schlüpfte die Hamidiye nachts durch die griechische Blockade der Dardanellen und ging in die Ägäis, um Handelskrieg zu führen. Ihr Hauptziel war, den griechischen Panzerkreuzer Georgios Averoff auf sich zu ziehen, so dass die türkische Flotte den Rest der griechischen Marine angreifen konnte, um die türkischen Landstreitkräfte zu unterstützen. Am folgenden Tag versenkte die Hamidiye vor Syros den griechischen Hilfskreuzer Makedonia und beschoss den Hauptort Ermoupoli. Von dort lief sie bis zum 18. nach Beirut, um bessere Kohlen zu laden, und weiter nach Port Said. Obwohl Ägypten nominell noch unter osmanischer Herrschaft war, ließen die Briten nur eine Übernahme von 150 t Kohle statt der gewünschten 700 t zu. Das Schiff ging darauf durch den Suez-Kanal ins Rote Meer und versorgte sich ab dem 3. Februar in Cidde nahe Dschidda. Nach einer Kesselreparatur erfolgte in Abstimmung mit dem türkischen Oberkommando ein weiterer Vorstoß ins Mittelmeer. Die Kreuzfahrten der Hamidiye und ihre Möglichkeiten sich im Mittelmeer zu bewegen und Verwirrung zu stiften, den Schiffsverkehr zu unterbrechen, Schiffe und Einrichtungen zu zerstören und ihren Verfolgern zu entkommen, war von großer moralischer Bedeutung für die Türken. Am 14. Februar bunkerte die Hamidiye Kohle in Malta, da der vorgesehene Versorgungsdampfer nicht getroffen wurde. Dem türkischen Kapitän gelang es dort mehr Kohle zu erhalten als im „osmanischen“ Ägypten und seinen Aufenthalt zu verlängern. Am 17. verließ er Malta, ging an die Küste von Korfu und Kreta, ohne auf gegnerische Schiffe zu treffen, und erreichte am 22. Gaza. Am nächsten Tag übernahm der Kreuzer vor Haifa 350 t Kohle, die mit der Hedschasbahn geliefert worden waren und lief dann nach Antalya. Das türkische Oberkommando ordnete dann die Versorgung der türkischen Westarmee durch die Hamidiye an. Sie übernahm in Beirut Kohle und Vorräte vom verpassten Versorgungsschiff, übernahm bei Ervat Island vor der libanesischen Küste 50 Tonnen Munition und einen großen Geldbetrag in Gold, um zum Fluss Semeni an der südalbanischen Küste zu laufen.
Am 8. März verließ die Hamidiye die libanesische Küste und beschoss am 12. ein griechisches Militärlager bei Durazzo. Kapitän Orbay lief weiter an der albanischen Küste nach San Giovanni di Medua (Türkisch: Şingin) und versenkte dort am 12. März 1913 noch sechs griechische Handelsschiffe und beschädigte ein weiteres. Ein österreichischer Dampfer setzte sich selbst auf den Strand. Bei der Beschießung eines Militärlagers verloren 120 Serben ihr Leben.
Die Hamidiye wich den auf der Suche nach ihr in der Straße von Otranto befindlichen griechischen Zerstörern aus, von denen nur einer in ihre Nähe kam. In einem kurzen Gefecht erlitt dieser einen Ruderschaden und die Hamidiye entkam nach Ägypten. Am 16. März erreichte sie Alexandria, der Khedive ermöglichte die Übernahme von Kohle außerhalb des Hafens. Wegen Kohlenmangels und notwendiger Reparaturen war ein erneutes Anlaufen der albanischen Küste nicht möglich und die Hamidiye kreuzte zwischen Beirut, Gaza und Haifa, ehe sie wieder Antalya anlief. Von dort erfolgte am 29. März ein Vorstoß an die Südküste Kretas, wo ein griechischer Dampfer mit einer Ladung Ziegel auf- und nach Antalya eingebracht werden konnte. Die Griechen stellten ihren Schiffsverkehr im östlichen Mittelmeer ein und konzentrierten Kriegsschiffe bei Rhodos und vor Beirut, um den Kreuzer zu stellen. Wegen Kesselschäden in der Geschwindigkeit stark behindert und in Kenntnis der griechischen Vorbereitungen, mied die Hamidiye Beirut und lief über Gaza nach Port Said und dann durch das Rote Meer erneut nach Cidde, wo sie am 6. April eintraf. Eine nötige umfangreiche Kesselreparatur von veranschlagten zwei Monaten war dort nicht möglich, der notwendige Besuch in einem neutralen Hafen schied aus rechtlichen Gründen aus. Sollte die griechische Flotte in das Rote Meer laufen, entschied das türkische Oberkommando, dass die Hamidiye in diesem Fall einen neutralen Hafen anlaufen sollte, um sich internieren zu lassen.
Die Griechen erwarteten einen neuen Vorstoß des Kreuzers in das Mittelmeer und stationierten das Linienschiff Psara und vier Zerstörer 3,5 Meilen vor Port Said, die 45 Tage dort auf den Kreuzer warteten. Hamidiye passierte Suez erst am 19. August 1913 auf dem Heimweg nach dem Friedensschluss. Am 7. September 1913 wurde sie in Istanbul unter großer Anteilnahme der Bevölkerung empfangen.

### Erster Weltkrieg

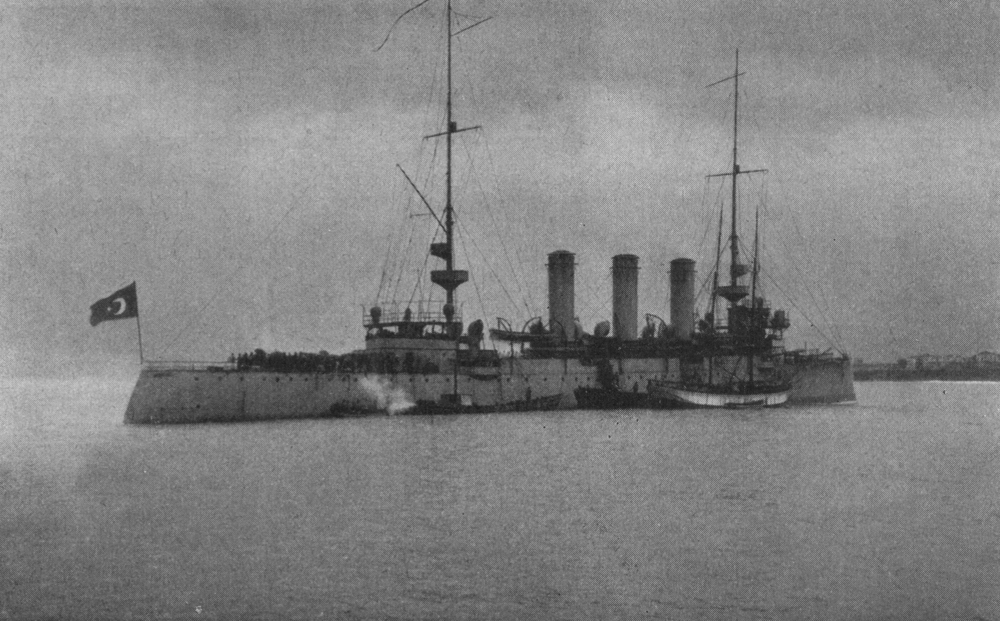
Kreuzer Hamidiye

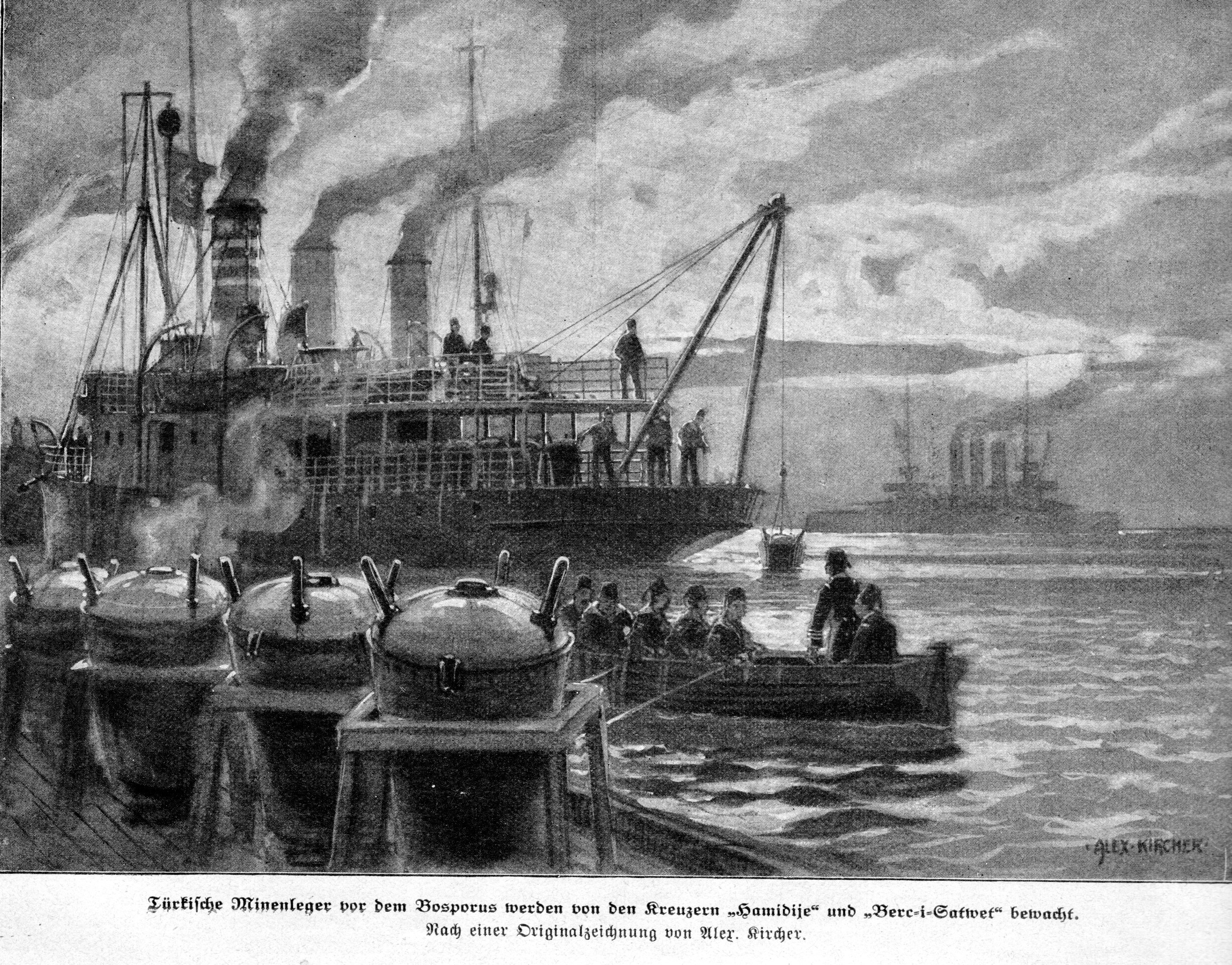
Türkische Minenleger vor dem Bosporus werden von den Kreuzern HAMIDIJE und BERC-I-SATWET bewacht. Alex Kircher circa 1915

Während des Ersten Weltkrieges wurde die Hamidiye im Schwarzen Meer gegen die Kaiserlich Russische Marine eingesetzt und unterstützte die ehemals deutschen Kreuzer Yavuz Sultan Selim und Midilli im Kampf um die Herrschaft der Seewege. Sie war an vielen Gefechten beteiligt und wurde mehrmals getroffen. Meist erfolgten die Einsätze der Hamidiye zusammen mit Yavuz Sultan Selim und Midilli. So geleitete sie am 23. September 1914 mit Yavuz Sultan Selim drei Transporter nach Trabzon. Am 29. Oktober 1914 beschoss die Hamidiye Feodossija und versenkte zwei russische Fahrzeuge vor Jalta. Am 20. November 1914 beschoss sie russische Einrichtungen in Tuapse und am 25. Dezember Batumi.

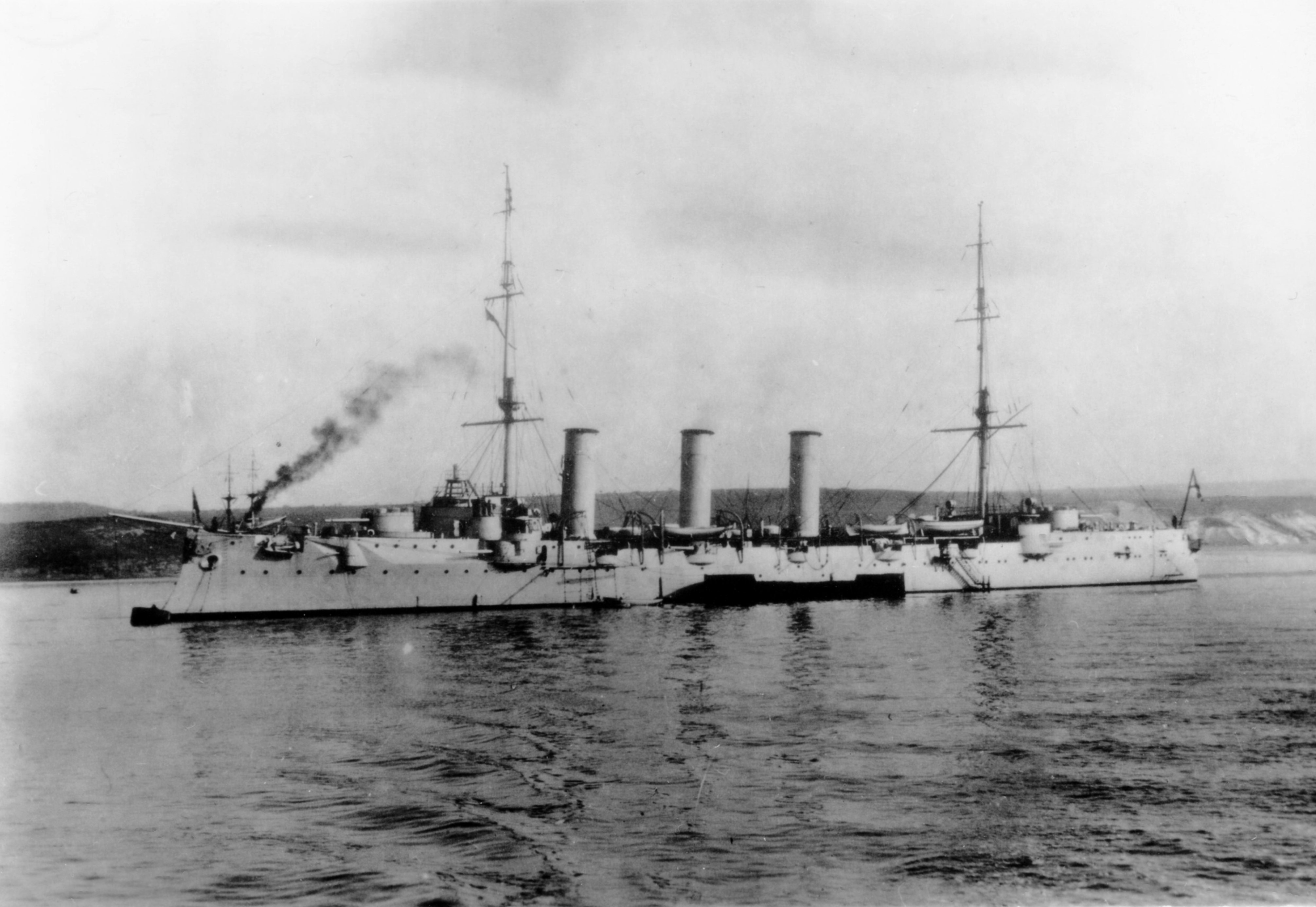
Kreuzer Pamiat Merkurija

Am 9. Januar 1915 traf sie mit der Midilli auf die russische Flotte vor Jalta. In dem kurzen Gefecht erzielte die Midilli auf dem russischen Linienschiff Jewstafi einen Treffer und beide Kreuzer entzogen sich den Russen durch überlegene Geschwindigkeit. Am 27. Januar wurde die Hamidiye über Stunden von den artilleristisch überlegenen russischen Kreuzern Pamiat Merkurija (ex Kagul) und Kagul (ex Otschakow) vergeblich verfolgt. Anschließend erfolgte eine Überholung des Schiffes in Istanbul. Am 3. April 1915 lief die Hamidiye mit dem Kreuzer Mecidiye zu einem Angriff auf Odessa aus. Dabei erlitt die Mecidiye einen Minentreffer und sank. Die Hamidiye konnte die Besatzung weitgehend retten.

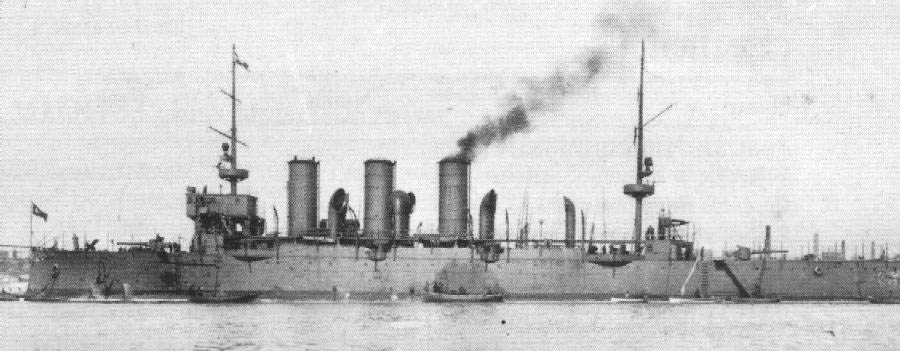
Der Kreuzer Mecidiye

Dem russischen U-Boot Tyulen gelang am 10. August 1915 die Versenkung eines Frachters aus einem Verband von fünf Kohlenfrachtern auf dem Weg von Zonguldak zum Bosporus, der von der Hamidiye, der Yavuz Sultan Selim und drei Zerstörern gesichert wurde. Weitere Angriffe auch weiterer russischer U-Boote am folgenden Tag auf die Kriegsschiffe schlugen fehl. Bei einer weiteren Begleitung dreier Kohlefrachter zusammen mit zwei Zerstörern von Zonguldak nach Istanbul am 5. September hatte die Hamidiye ein Gefecht mit den russischen Zerstörern Bystry und Pronzitelni. Da die 15-cm-Geschütze ausfielen, konnte sie die Transporter nicht verteidigen, die sich auf den Strand setzten, um nicht in russische Hände zu fallen. Die Yavuz Sultan Selim traf zu spät ein, um die dringend benötigten Kohlenfrachter zu retten.
Am 2. Mai 1918 lief sie mit der Yavuz Sultan Selim in das von den Deutschen besetzte Sewastopol ein. Sie nahm die dort vorgefundene Pruth, die ehemalige Mecidiye, in Schlepp und brachte sie in die Türkei zurück.
Am 30. Oktober 1918 wurde die Hamidiye in Istanbul aufgelegt. Nach den Vereinbarungen von Sèvres vom 10. August 1920, die den Krieg zwischen den Alliierten und dem Osmanischen Reich beendeten, war die Hamidiye mit der Yavuz und etlichen anderen Kriegsschiffen an Großbritannien als Reparation auszuliefern. Der von Mustafa Kemal Atatürk geführte Türkische Befreiungskrieg führte zur Gründung der modernen Türkei und einer neuen Vereinbarung in Lausanne, die der türkischen Republik die Flotte weitgehend beließ. Die Hamidiye war das erste Schiff der Marine des Osmanischen Reiches, das nach Überholung in Gölcük 1925 für die neue türkische Marine in Dienst kam. Ab 1940 wurde sie als Kadettenschulschiff eingesetzt und 1947 außer Dienst gestellt. 1949 bis 1951 lag sie als Museumsschiff in Istanbul. 1964 wurde sie dann abgewrackt.

## Hamidiye-Medaille
Für die Balkankriege gab es beim osmanischen Militär nur eine einzige Erinnerungsmedaille. Diese Kreuzer Hamidiye Medaille 1913 erhielt jedes der 394 Besatzungsmitglieder.

## Deutsche Kommandanten (Auswahl)
- Korvettenkapitän Egon Freiherr von Kottwitz: von Oktober 1914 bis Oktober 1915
- Kapitänleutnant Ulrich von Tippelskirch: von November 1915 bis März 1916
- Kapitänleutnant Kurd von Heydebreck: von April 1916 bis Januar 1918
- Kapitänleutnant Ruprecht Andriano: April/Mai 1918